# Rivolta dei Simba
La rivolta dei Simba fu una ribellione scoppiata nelle regioni centrali ed orientali del Congo-Léopoldville nel 1964 a seguito delle enormi disparità tra le élite al potere e la massa della popolazione e della estromissione dal governo dei parlamentari del Movimento Nazionale Congolese di Patrice Lumumba.
In breve tempo, vaste zone nell'est del paese caddero sotto il controllo dei Simba; agli inizi di agosto, una carica di soli 40 ribelli portò alla fuga dei 1500 uomini della forza governativa di stanza a Stanleyville e Il 5 settembre proclamarono il governo separatista della Repubblica Popolare del Congo (da non confondersi con l'omonima repubblica popolare nel Congo-Brazzaville), supportato da alcuni paesi arabi, dai sovietici e dai cubani e con a capo il presidente Cristophe Gbenye e riconosciuta da diversi paesi del blocco sovietico. Nonostante il supporto logistico di consiglieri militari sovietici e cubani, la ribellione dei Simba fu sconfitta dall'intervento di una task force belga e statunitense, nel corso dell'operazione denominata Dragon Rouge.

## Storia
Con la proclamazione dell'indipendenza del Congo belga, nello Stato africano si aprì un periodo caratterizzato da una forte instabilità politica volta a raggiungere il controllo del paese. Ad emergere come concorrenti per la leadership, furono 4 personalità: il presidente del Congo Joseph Kasa-Vubu, il vincitore delle uniche (per quasi 40 anni) elezioni libere e primo ministro Patrice Lumumba, il leader indipendentista del Katanga Moise Ciombe e il Capo di Stato Maggiore Mobutu Sese Seko.
Con l'omicidio di Lumumba nel gennaio del 1961, la caduta del governo lumumbista di Antoine Gizenga che controllava l'est del paese (Congo Stanleyville) nel gennaio del 1962, la riconquista delle regioni separatiste nel febbraio del 1963, l'esilio in Spagna di Ciombe e la spartizione del potere tra Kasa-Vubu e Mobutu con l'appoggio della CIA e del Belgio la situazione pareva essersi avviata verso la stabilità politica. I parlamentari lumumbisti, riparati all'estero, ben presto però si riorganizzarono nel Conseil National de Libération (CNL).
Nel luglio del 1963 Pierre Mulele, ex ministro del governo di Lumumba, rientrò in Congo dopo un lungo viaggio in Cina, dove aveva ricevuto un addestramento alla conduzione della guerriglia, fondando un movimento di ispirazione maoista nel distretto di Kwilu.
Laurent-Désiré Kabila, deputato e leader della Gioventù Baluba (la sezione giovanile del MNC di Lumumba), rietrò dal Ruanda ed organizzò la rivolta nella regione del Ruzizi. Nelle regioni orientali, le più violentemente anti-europee del paese due importanti leader del CNL, Gaston Soumialot e l'ex Ministro dell'Interno Christophe Gbenye, stabilirono nel Burundi, con l'appoggio delle autorità locali e delle tribù Tutsi, la base per la guerriglia nella confinante provincia congolese di Kivu.
Nel gennaio del 1964 la rivolta esplose nel distretto di Kwilu con assalti ai presidi dello ANC, alle strutture governative e anche a ogni simbolo della presenza europea nella regione, comprese scuole e missioni. Ciombe rientrò nel luglio 1964 a Léopoldville e fu messo alla guida di un governo di unità nazionale, e le unità di mercenari bianchi ed ex gendarmi katanghesi furono richiamate dall'Angola e integrate nei reparti dell'ANC, che prima avevano combattuto.
A metà del 1964 i ribelli Simba si impadronirono di Stanleyville e presero più di 1 600 ostaggi europei. Furono sostenuti dai sovietici e da Cuba.
Il 5 settembre 1964 il CNL proclamò a Stanleyville la nascita della "Repubblica popolare del Congo" con Christophe Gbenye come presidente, estesa su quasi metà del paese: il suo governo ottenne quasi subito il riconoscimento ufficiale di un gran numero di nazioni africane come Algeria, Egitto e Tanzania.

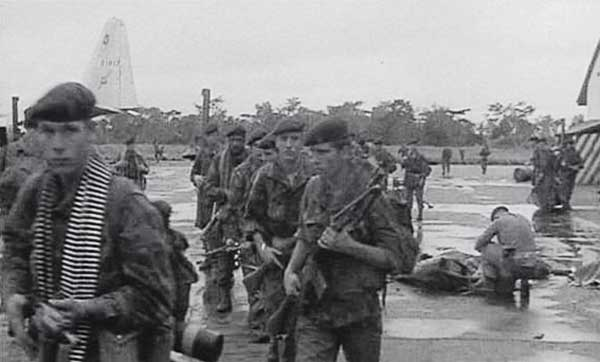
Soldati belgi all'aeroporto di Stanleyville durante l'operazione Dragon Rouge

Dopo 111 giorni di negoziazione, gli Stati Uniti e il Belgio lanciarono l'operazione Dragon Rouge inviando reparti speciali allo scopo di liberare gli ostaggi. Il 24 novembre 1964, 350 paracadutisti belgi della "Brigata Para-Commando" al comando del colonnello Charles Laurent, trasportati da aerei della 322d Airlift Division statunitense, si lanciarono sull'aeroporto di Stanleyville, occupandola.
Dopo la riconquista di Stanleyville da parte dei belgi e dei governativi, colonne motorizzate di truppe dell'esercito nazionale congolese si sparsero per tutte le provincie orientali, riuscendo infine a chiudere entro la fine dell'anno lo strategico confine con il Sudan, principale via di rifornimento dei ribelli.
Nell'aprile del 1965 un contingente di dodici cubani, poi seguito da un centinaio di afro-cubani, si recò in Congo sotto la guida di Che Guevara per prendere parte alla rivolta, ma la missione non produsse grandi effetti e si concluse nel dicembre seguente.
Combattimenti anche molto aspri e una guerriglia endemica perdurarono ancora per diversi mesi, in particolare nella regione di Fizi, lungo il lago Tanganika, ma per l'ottobre del 1965 la rivolta dei Simba poté dirsi completamente domata.

## L'ideologia

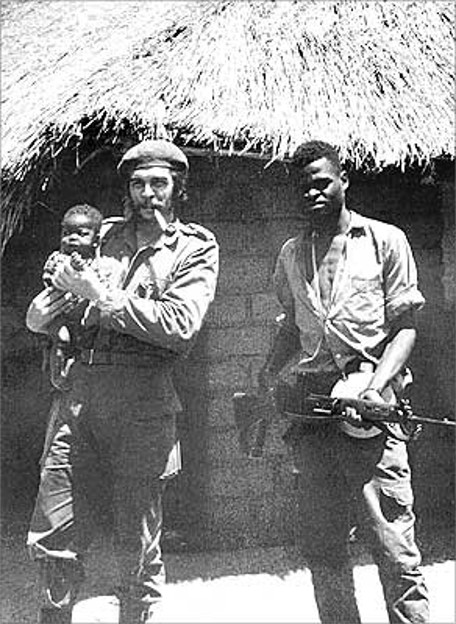
Che Guevara in Congo nel 1965

Cresciuti politicamente nelle file del Parti Solidaire Africain di Gizenga, i leader ribelli si ispiravano alla dottrina maoista. Ex colonizzatori, Chiesa, e politici congolesi filoccidentali diventarono il nemico da abbattere. L'adesione alle idee rivoluzionarie venne favorita dal peggioramento delle condizioni di vita nelle campagne e dall'impossibilità di accesso allo studio da parte dei giovani. Il primo a portare avanti l'idea di una "seconda indipendenza" fu Mulele nel Kwilu, istruendo e addestrando i giovani ribelli che presero il nome di Simba (leoni in swahili). I Simba erano sottoposti a regole ferree: dovevano rispettare i prigionieri di guerra, non potevano saccheggiare e rubare, era fatto loro divieto di pregare, e lo stupro era severamente punito. Anche le donne potevano diventare guerrigliere.
I ribelli Simba avevano un'età generalmente compresa tra i 12 e i 20 anni, e inizialmente erano privi di armi da fuoco, ma convinti dai propri sciamani di essere magicamente protetti grazie a complessi rituali, assaltavano le truppe regolari congolesi sotto gli effetti di alcool e droghe. Le antiche credenze che facevano presa sulle fasce più giovani della popolazione avevano effetti anche sul morale dell'esercito di Léopoldville, con i soldati che spesso fuggivano senza combattere. Le armi da fuoco a disposizione dei ribelli erano poche, e spesso le cariche erano condotte utilizzando lance e frecce avvelenate. Ma la forza dei Simba risiedeva nella assoluta fede nella magia e nei rituali tribali; gli sciamani iniziavano i guerrieri creando dei tagli nei quali veniva inserita una polvere di pelle di leone, e un amuleto li avrebbe poi resi invulnerabili alle armi del nemico: affinché i rituali potessero funzionare, il Simba non poteva lavarsi, pettinarsi o tagliarsi i capelli, o stringere la mano ai non-simba. I Simba scendevano in battaglia sotto gli effetti allucinogeni del qāt e si lanciavano sul nemico urlando parole magiche grazie alle quali le pallottole degli avversari si sarebbero trasformate in acqua.